# Tadeusz Oppman
Tadeusz Oppman, né le 6 janvier 1904 à Varsovie et mort le 15 février 1958 à Paris, est un avocat et militant communiste du XXe siècle, combattant volontaire en Espagne républicaine puis résistant.

## Biographie

### Débuts
Militant des Jeunesses communistes polonaises, Tadeusz Oppman est arrivé à l'âge de 21 ans en France vers 1925, où il sera naturalisé Français vers 1931.

### Parcours professionnel
Tadeusz Oppman était avocat à la cour d'appel de Paris, où il s'est fait remarquer par une importante activité dans le cadre de l’Association juridique internationale. Il fut entre autres le collaborateur de Paul Vienney et Marcel Willard.

### Arrestation
En novembre 1934, il est arrêté en compagnie d’Octave Rabaté à Madrid puis libéré à la veille de Noël, et rapidement expulsé d’Espagne.

### Guerre d'Espagne
Il combattit entre octobre 1936 et août 1938 comme volontaire international en Espagne républicaine, tout comme sa femme Jeanne Oppman, qui sera ensuite également résistante FTPF en France.
Il avait intégré de ce qui sera rebaptisé en 1937 Bataillon Dombrowski, regroupant 5 000 hommes, dont plusieurs milliers de Polonais venus de France et répartis entre plusieurs brigades, sous forme de différents bataillons. Il était en particulier membre du Bataillon "Commune-de-Paris" de la 11e Brigade internationale, où Français et Polonais cotoyaient les Belges. Il y resta jusqu’à la fin de 1936, sous le commandement du "général Kléber", alias Manfred Stern,.
Formée du 14 au 17 octobre 1936, cette 11e Brigade internationale est séparée en fonction des langues parlées, pour faciliter les communications. Lors du siège du Madrid du 8 novembre 1936, le Bataillon Dombrowski est dans les combats, via la XIe brigade est la première à arriver, suivie de peu par la XIIe brigade, forte de 1 550 hommes, qui entrent dans la ville en chantant des chants révolutionnaires.
Il est blessé lors des combats de la cité universitaire de Casa de Campo, où deux tiers des effectifs du Bataillon Dombrowski perdent la vie, ce qui oblige à le renforcer par des combattants venus d'Albacete et des volontaires espagnols puis le réorganiser en trois compagnies mixant les Polonais et les hommes de Balkans, avec le renfort d'une compagnie espagnole.
Composante de la XIIe brigade, une des cinq Brigades Internationales engagées à Jarama, commandeé par Józef Strzelczyk, le Bataillon Dombrowski fut à nouveau en partie décimé en février 1937. Lors de cette bataille, à quelques kilomètres de Madrid, qui s'est déroulé du 6 au 27 février 1937, les Polonais ont perdu un tiers de leur effectif, dans leur tentative de bloquer une attaque nationaliste tentant de prendre l’autoroute principale de Madrid à Valence afin de couper Madrid de l'Andalousie, où le gouvernement républicain était replié.
Il fit ensuite partie de l’école de Pozorrubio en mai 1937 puis appartint en août à l’état-major de la 13e des brigades internationales.
Il devint chef d’état-major de ce Bataillon Dombrowski en mars-avril 1938. Parmi les autres combattants polonais du Bataillon Dombrowski venus de France, Marcel Kolorz, membre de la direction du PCF qui avait animé de 1920 à 1922, les grève de mineurs en Haute-Silésie.
Il faisait partie des principaux cadres des brigades internationales réunis par Luigi Longo au moment des batailles d’Aragón et du Levant, avec Nikolài Menzelinzef, chef de La XVe Brigade, Jan Barwinski, chef de la XIIIe Brigade, Olek Ferry (Aleksander Bekier), Boris Guimpel, chef d’État-major, et Jean Agard, de l’artillerie.

### Après-guerre
Taddeusz Oppman fu attaché militaire adjoint à l'Ambassade de Pologne et s'installa en Belgique après la Libération de la France et y fut directeur d’une société d’import-export avec la Pologne, la Botrans mais continua à avoir des liens avec les Résistants. Il aurait alors créé à Sallaumines « au cœur d'une zone de fort peuplement ,  polonais » des "Nouvelles Brigades Dombrowski", s'inspirant du bataillon Dombrowski de la guerre d'Espagne, avec un adjoint nommé Wierny, selon  Rémi Kauffer et Roger Faligot, qui ne donnent aucune source ni précision.

### Décès
Il est décédé le 15 février 1958 à Paris de maladie, après de longues souffrances et ses funérailles ont eu lieu à Paris